# Gottne
Gottne is een plaats in de gemeente Örnsköldsvik in het landschap Ångermanland en de provincie Västernorrlands län in Zweden. De plaats heeft 226 inwoners (2005) en een oppervlakte van 58 hectare. Bij de plaats mondt de rivier de Utterån uit in de rivier de Möälven.